# Stanisław Kostka Bieliński
Stanisław Kostka Bieliński herbu Junosza (zm. 1812 w Witebsku) – marszałek nadworny koronny od 1793, marszałek sejmu grodzieńskiego 1793, ostatniego sejmu I Rzeczypospolitej, cześnik koronny od 1778, podkomorzy nadworny koronny od 1761, starosta garwoliński, członek Komisji Policji Koronnej w 1793 roku. Jeden z pierwszych Targowiczan.
Syn wojewody chełmińskiego Michała Bielińskiego i Tekli z Pepłowskich. 
W 1761 roku został podkomorzym nadwornym koronnym. Był elektorem Stanisława Augusta Poniatowskiego z ziemi czerskiej w 1764 roku.  W 1765 roku był szambelanem Stanisława Augusta Poniatowskiego. Konsyliarz konfederacji Andrzeja Mokronowskiego w 1776 roku. W 1778 roku mianowany cześnikiem koronnym. Fortunę rodzinną roztrwonił prowadząc hulaszczy tryb życia.
W latach 1784–1786 zasiadał w Radzie Nieustającej.  Członek Komisji Wojskowej Obojga Narodów w 1788 roku. Był komisarzem cywilnym w tej komisji z Prowincji Wielkopolskiej w 1792 roku.
Jako jeden z pierwszych przystąpił do konfederacji targowickiej, delegowany przez nią  w 1792 roku jako asesor w Sądach Kryminalnych Jurysdykcji Marszałkowskiej Koronnej. Członek konfederacji grodzieńskiej 1793 roku. Poseł na sejm grodzieński 1793 roku z ziemi warszawskiej.
W 1793 roku został wskazany przez posła rosyjskiego Jakoba Sieversa do objęcia funkcji marszałka sejmu, ponieważ poprzedni kandydat Piotr Ożarowski żądał za swoje usługi zbyt wysokiej sumy pieniędzy. Współczesny mu Jędrzej Kitowicz uważał, że Stanisław Kostka Bieliński miał na tym stanowisku składnie i rozumnie zarzynać na śmierć Ojczyznę. Na sejmie grodzieńskim w 1793 roku został mianowany przez króla Stanisława Augusta Poniatowskiego członkiem deputacji do traktowania z posłem rosyjskim Jakobem Sieversem.
W czasie obrad był bezpośrednio sterowany przez zausznika Sieversa instygatora Karola Boscampa-Lasopolskiego. Uznał milczenie posłów, zastraszonych obecnością artylerii rosyjskiej w pobliżu Nowego Zamku w Grodnie za ich zgodę na II rozbiór Polski. W dowód uznania, dzięki rosyjskiej protekcji został mianowany marszałkiem nadwornym koronnym, z kasy poselstwa rosyjskiego wypłacono mu 100 000 złotych pensji wraz z prezentem w postaci sygnetu z brylantami. W 1798 uzyskał tytuł hrabiowski od Fryderyka Wilhelma III. Sędzia sądu sejmowego sejmu grodzieńskiego 1793 roku z Ministerium.
W 1775 roku odznaczony Orderem Świętego Stanisława, w 1785 mianowany kawalerem Orderu Orła Białego.